# Равне-в-Бохіню
Равне-в-Бохіню (словен. Ravne v Bohinju) — поселення в общині Бохінь, Горенський регіон, Словенія. Висота над рівнем моря: 731,6 м.